# Giovanni Nadiani
Giovanni Nadiani, né le 20 février 1885 à Bertinoro et mort le 6 janvier 1940 à Bergame, est un religieux italien de la Congrégation du Très-Saint-Sacrement. 
Son amour de l'eucharistie et son dévouement aux autres ont amené l'Église catholique à le reconnaître vénérable.

## Biographie

### Jeunesse
Giovanni Nadiani naît à Santa Maria Nuova, frazione de Bertinoro. Son père est un épicier connu pour son anticléricalisme. Orphelin de mère à 3 ans, c'est la nouvelle épouse de son père qui lui transmet une éducation religieuse. En 1898, il entre au petit séminaire de Cesena. Toutefois, son état de santé ne lui permet pas de rester, et il est contraint de rentrer à Bertinoro, où il travaille avec son père. Il profite de son temps libre pour lire des ouvrages spirituels et pour prier à l'église. Il aimerait devenir missionnaire, mais pour le moment, il est contraint de gagner sa vie. 
Ses petits emplois le mènent en Suisse puis à Rome. C'est là qu'un jour de 1907, alors qu'il participe à une adoration eucharistique dans l'église San Claudio, qu'il est comme saisi par le mystère de l'eucharistie. Il comprend que Dieu le veut dans la Congrégation du Très-Saint-Sacrement. Le 2 juillet 1907, il fait son entrée dans la Congrégation au couvent de Turin, comme frère convers. Pendant son noviciat, Giovanni Niardini s'impose de dures mortifications. Ses notes spirituelles révèlent son intense vie mystique.

### Vie religieuse
Fra Giovanni est chargé de la sacristie et de la mise en page des revues de la Congrégation, qui propagent la dévotion à l'eucharistie. Toutefois, la Première Guerre mondiale l'oblige à partir au front, de janvier 1917 à l'automne 1918, comme aumônier militaire. De retour à Turin, il reprend des charges ordinaires, et en 1931, il est envoyé à Ponteranica. Son supérieur, Lodovico Longari, le nomme infirmier de la communauté. N'ayant reçu aucune formation, fra Giovanni accomplit son office avec soin, s'attirant la confiance des médecins et l'amitié des malades. 
Ce qui le distingue des autres religieux, c'est sa profonde vénération pour l'eucharistie. Il se prépare tout au long de la journée à la messe, par divers exercices spirituels qu'il réalise même pendant ses charges. Il s'était constitué une 'horloge eucharistique', pour se mettre en communion avec tous les prêtres qui célébraient la messe dans le monde. Sa dévotion pour l'eucharistie est telle qu'il s'offre à Dieu comme victime pour le salut des hommes, « pour être lui-même hostie ». Sous la surveillance de son confesseur, il s'adonne à de dures mortifications, comme le cilice.

### Maladie et mort
À l'âge de 55 ans, les médecins lui diagnostiquent une tumeur à l'estomac. Fra Giovanni rend grâce à Dieu « de lui offrir cette croix ». Il poursuit malgré la maladie son office d'infirmier, refusant tout aménagement pour le soulager, et pense seulement à soigner les malades. En septembre 1939, les douleurs étant devenues insupportables, il se rend à la clinique de Bergame, seul et à pied, afin de ne pas déranger les autres religieux. 
En amont de son opération chirurgicale, les religieux de sa communauté prient pour obtenir sa guérison, mais lui leur écrit qu'il s'est offert en victime pour le salut du monde, n'espérant rien d'autre que de participer à la passion du Christ. Fra Giovanni meurt le 6 janvier 1940 à l'hôpital majeur de Bergame.

## Béatification
La cause pour la béatification et la canonisation de Giovanni Nadiani débute le 27 février 1957 à Bergame. L'enquête diocésaine récoltant les témoignages sur sa vie se clôture le 17 octobre 1992, puis envoyée à Rome pour y être étudiée par la Congrégation pour les causes des saints. 
Après le rapport positif des différentes commissions sur la sainteté de Giovanni Nadiani, le pape François procède, le 11 juin 2019, à la reconnaissance de ses vertus héroïques, lui attribuant ainsi le titre de vénérable.
Le 8 novembre 1988, lors de la reconnaissance canonique de son corps, sa dépouille a été découverte intacte.